# Fraude à la viande de cheval de 2013
Vous lisez un « article de qualité » labellisé en 2020.

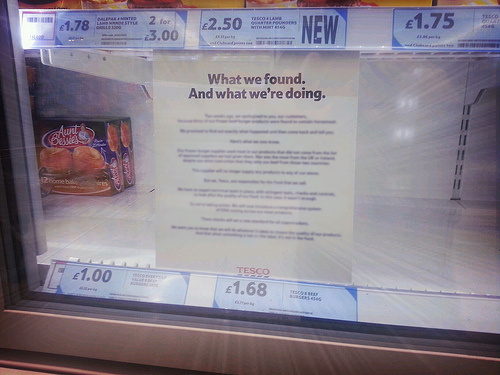
Annonce du retrait de hamburgers à la viande de cheval dans un supermarché Tesco en février 2013.

La fraude à la viande de cheval de 2013 est une fraude alimentaire commise à l'échelle européenne en faisant passer de la viande de cheval pour de la viande de bœuf. Portant sur environ 4,5 millions de plats préparés, elle touche, à des degrés divers, des dizaines de millions de consommateurs.
Connue depuis 2007, cette affaire éclate dans les îles Britanniques à la mi-janvier 2013, et connaît plusieurs rebondissements. Révélée en France sur des lasagnes de la marque Findus contenant 100 % de viande de cheval, elle implique toute la chaîne du commerce alimentaire européen dont des abattoirs, des intermédiaires (Draap Trading), des négociants (Spanghero) et des transformateurs (Comigel). 
De très nombreuses marques agroalimentaires sont concernées. Le motif est essentiellement économique, la viande de cheval étant moins chère à l'achat pour les fournisseurs et fabricants que la viande bovine. Le 14 novembre 2014, l'enquête se conclut par la mise en examen de deux responsables de la société Spanghero et de deux intermédiaires commerciaux néerlandais, qui ont modifié l'étiquetage sur des lots de minerai de viande afin d'augmenter leurs bénéfices. Les derniers jugements sont rendus en 2019.
Survenant plus de vingt ans après la crise de la vache folle, cette fraude met en relief les insuffisances persistantes des structures de contrôle relatives à la traçabilité de la viande transformée en Union européenne, et les carences structurelles d'une information objective permettant de protéger les consommateurs. Elle s'inscrit dans un contexte de tricheries généralisées en matière d'abattage des chevaux.
Les irrégularités constatées dans la filière de la viande chevaline persistent, d'après différentes enquêtes menées notamment en 2015 et 2017.

## Définition et ampleur
Cette fraude constitue le scandale alimentaire le plus médiatisé des années 2010, et l'un de ceux dont l'impact a modifié l'opinion publique à l'échelle mondiale. L'implication du cheval contribue vraisemblablement à sa médiatisation, et à l'attention internationale qu'elle a suscitée.
Les médias et chercheurs britanniques, ainsi que certains médias français, l'ont surnommée « Horsegate », d'autres médias français l'« affaire Findus », et l'« affaire Spanghero », après que la responsabilité de ce groupe a été établie. Findus a fait pression sur des groupes de presse et des journalistes pour qu'ils cessent d'associer la société à ce scandale,,.
Le nom « lasagnegate » est utilisé par la presse et à la télévision suisse, celui de « Chevalgate » par la journaliste d'investigation française Anne de Loisy, dans le chapitre de son ouvrage récapitulant l'affaire, Bon appétit !.
La fraude à la viande de cheval porte sur 800 tonnes, environ 4,5 millions de plats cuisinés distribués par des grandes marques dans une quinzaine de pays européens, pour plusieurs dizaines de millions de consommateurs trompés, rien que pour le trio Comigel-Spanghero-Findus. Au total, plus de 40 pays sont touchés.
En Europe, la viande de cheval frauduleuse a circulé au moins de 2007 à 2009, par l'intermédiaire de la société de Jan Fasen, puis régulièrement dès l'année 2011. Une très grande partie a donc été consommée avant la révélation du scandale, en 2013. Le déroulement de l'affaire suit celui de tous les scandales alimentaires, avec des promesses de mesures pour calmer l'opinion publique, qui n'ont pas toutes été tenues. À commencer par Findus, chaque entreprise impliquée dans la circulation des denrées frauduleuses a accusé son propre fournisseur d'être responsable.
Cette fraude met en relief la manière dont l'industrie européenne produit les plats préparés à la viande, un article du New Scientist considérant que le scandale réel porte sur ces méthodes de production, plutôt que sur les tabous alimentaires et la présence éventuelle de résidus de produits vétérinaires. La tromperie économique est motivée par un gain financier, cette fraude ne constituant pas une crise sanitaire comme ont pu l'être la crise de la vache folle et celle de la grippe aviaire : le fort bénéfice résultant de cette substitution de viande constitue la motivation principale.
D'un point de vue sociologique, elle appartient à la catégorie des « délinquances en col blanc », et témoigne de la capacité des industriels fraudeurs à rechercher et à s'adapter aux failles de la traçabilité et de la sécurité alimentaire, cette fraude délibérée et sophistiquée étant menée par des délinquants chevronnés, dans l'objectif de tromper leurs clients et consommateurs sur ce qu'ils achètent.
L'enquête a été extrêmement complexe, en raison des très nombreuses ramifications dans le parcours de la viande frauduleuse.
En 2019, Glenn Taylor publie un ouvrage chez la Royal Society of Chemistry, récapitulant les grandes lignes de cette affaire, la décrivant comme la première affaire criminelle basée sur la nourriture : The Horse Who Came to Dinner: The First Criminal Case of Food. Une critique du commissaire européen Hendrik Emons parle de ce livre comme « décrivant les problèmes [causés par cette fraude] pour le bon fonctionnement du marché et la confiance des consommateurs ».

## Découverte en Irlande et au Royaume-Uni
Les prémices de la découverte de l'affaire de la viande de cheval surviennent en avril 2012 quand Alan Reilly, directeur de l'autorité de sécurité alimentaire irlandaise, est surpris par les prix de commercialisation très bas de certains hamburgers. Il lance une série de tests et d'analyses. Les premières preuves de fraude sont collectées le 10 septembre 2012. Un inspecteur sanitaire de Newry en Irlande du Nord constate un problème d'étiquetage et d'emballage sur un stock de viande surgelée d'origine polonaise. Cette viande appartient à l'entreprise McAdams, basée en Irlande. Le dossier est transféré quelques semaines plus tard d'un pays à l'autre. Trois mois sont nécessaires aux autorités irlandaises pour remonter la filière. Un laboratoire d'analyses irlandais détecte de l'ADN de cheval dans des steaks hachés « pur bœuf » vendus dans les îles britanniques, vraisemblablement en raison d'additifs alimentaires protéinés fabriqués à partir de carcasses équines en Pologne,.
Le scandale éclate le 16 janvier 2013, faisant la une des journaux britanniques, avec la révélation publique de ces découvertes de traces d'ADN équin et de viande chevaline, jusqu'à 29 %, dans les steaks hachés étiquetés au bœuf des supermarchés Tesco, Lidl et Iceland. Le contexte britannique implique donc un mélange entre viande bovine et viande chevaline.

## Affaire des lasagnes Findus
Bien que des carences et des irrégularités graves soient déjà détectées dans la filière équine française en 2012, l'affaire des lasagnes éclate les 7 et 8 février 2013. Findus rend publics les résultats d'un test ADN de contrôle réalisé par la marque. Ce test, bientôt confirmé par la Food Standards Agency (FSA), montre que certains lots de plats préparés à base de bœuf (lasagnes, moussaka, hachis parmentier) contiennent en réalité jusqu'à 100 % de viande de cheval. Comigel, sous-traitant de Findus, retire les produits incriminés et porte plainte contre X, s'estimant victime d'une fraude, tout en mettant en cause la société Spanghero,. Le circuit d'approvisionnement, d'acheminement, de transformation et de commercialisation est long et complexe,. Il permet à certaines sociétés d'utiliser à leur profit les différences législatives et réglementaires des États comme le démontre le tableau ci-après :
| Nom et localisation de la société                | Rôle                     | Action |
| ------------------------------------------------ | ------------------------ | --- |
| CarmOlimp, Doly-Com (Roumanie)                   | Abattoirs / Ateliers     | Abattage d'animaux et découpe de la viande, production de minerais de viande de bœuf et de cheval.                                                                                              |
| Draap trading Ltd (Chypre)                       | Intermédiaire commercial | Achat de minerais de viande de cheval aux abattoirs roumains, en sous-traitant avec la filiale néerlandaise Windmeijer Meat trading.                                                            |
| Spanghero (France)                               | Négoce                   | Négoce de minerais de viandes. |
| Comigel (France - Luxembourg)                    | Préparateur              | Préparation des plats cuisinés pour de nombreuses marques (Picard, Findus, Tesco, etc.), via son usine luxembourgeoise Tavola .                                                                 |
| Findus (Suède)                                   | Vendeur en gros          | Vente en gros des plats cuisinés préparés par Comigel aux supermarchés et hypermarchés. |
| Picard Surgelés (Europe, Asie)                   | Vendeur au détail        | Vente au détail aux consommateurs de produits alimentaires surgelés dans ses propres magasins.                                                                                                  |
| E. Leclerc, Auchan, Carrefour, Casino, Cora etc. | Grande distribution      | Vente au détail aux consommateurs de plats cuisinés de grandes marques agroalimentaires (Davigel, Nestlé, William Saurin, etc) en supermarchés et hypermarchés dans de nombreux pays européens. |

Cette viande provient originellement de CarmOlimp et Doly-Com, deux abattoirs roumains. L'enquête diligentée par le gouvernement français montre qu'en quittant la Roumanie, la viande était correctement étiquetée comme du cheval,. La viande est achetée par Draap Trading Ltd, une société néerlandaise qui la fait transiter par Chypre.
Après avoir livré la viande de cheval à une compagnie d'entreposage de Bréda, Draap la revend congelée à Spanghero, qui l'envoie congelée à Comigel, dont l'usine de fabrication de plats cuisinés Tavola a ensuite fourni Findus et ALDI. Spanghero est mis en cause dans la falsification des documents en rapport avec cette viande.
À la suite des contrôles coordonnés par l'Union européenne après une réunion de crise le 13 février, plusieurs pays dont la France, l'Allemagne, l'Autriche, la Norvège, la Suède et la Suisse, découvrent que des lots de lasagnes surgelées vendus dans leurs points de vente contiennent eux aussi de la viande de cheval, alors qu'ils sont étiquetés « viande de bœuf ». Des lasagnes Findus produites par Comigel sont retrouvées et retirées de la vente hors d'Europe, notamment à Hong Kong.

## Autres rappels, saisies et retraits de viandes mal étiquetées

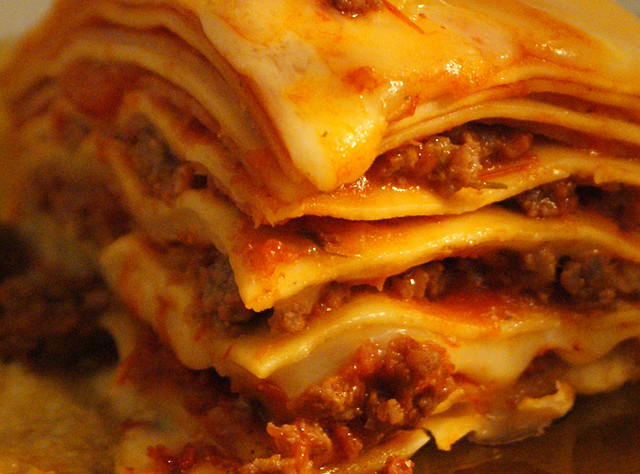
Des lasagnes, préparations alimentaires à base de minerai de viande fortement concernées par la fraude.

Dans la foulée, de nombreuses autres marques retirent des plats préparés qui contiennent de la viande de cheval : Picard, Panzani, Nestlé, Carrefour, Auchan, Cora, etc.,. D'autres fournisseurs sont mis en cause. Le 20 février 2013, 86 kilos de lasagnes vendus en Bulgarie sont retirés de la vente en raison de présence non-déclarée de viande chevaline. D'autres découvertes révélées par l'AFP le 21 février 2013 portent sur un lot de cent kilos de viande de cheval frauduleusement étiqueté « bœuf » vendu sur les marchés locaux de Roumanie, sur la dissimulation de viande de cheval dans des kebabs vendus à Vienne en Autriche, et sur une tonne de hamburgers surgelés à la viande de cheval, vendus dans les hôtels et restaurants des îles Canaries. Le 10 avril 2013, 130 clients sont identifiés aux Pays-Bas et 370 dans le reste de l'Union Européenne, pour 50 000 tonnes de viande frauduleuse au total. Les acheteurs qui ont transformé ou revendu la viande sont à leur tour tenus d'informer leurs propres clients, et de rappeler les produits.

## Sociétés et pays concernés
De nombreuses sociétés, fabricants, fournisseurs et revendeurs, sont concernés par cette fraude dont :
- ABP Food Group[21] ;
- ALDI[Fi 4] ;
- Asda[Fi 4] ;
- Auchan[22] ;
- Birds Eye[23] ;
- Burger King[7] ;
- Carrefour (MDD Carrefour et Grand Jury)[22] ;
- Casino[22] ;
- Comigel[24] (renommé « Cookup Solutions »)[25] ;
- Coop[26] ;
- Copack[27] ;
- Cora[Fi 4] ;
- Dafgard[28] ;
- Draap Trading Ltd[AdL 3] ;
- Dreistern[27] ;
- Dunnes Stores[29] ;
- E.Leclerc[30] ;
- Findus[24] ;
- Frigilunch NV[23] ;
- HJ Schypke[31] ;
- Iceland[Fi 4] ;
- Ikea[32] ;
- Interspan[33] ;
- JBS Toledo[31] ;
- Kaiser's Tengelmann[Fi 4] ;
- Ledo[33] ;
- Lidl[Fi 4] ;
- Liffey Meats[E 4] ;
- Lur Berri[AdL 10] ;
- McAdams Food[34] ;
- Monoprix[Fi 4] ;
- Nestlé[Fi 4] !
- Panzani[35] ;
- Picard Surgelés[M 6] ;
- Real[Fi 4] ;
- Servocar[Fi 5] ;
- Silvercrest Foods[E 4] ;
- Spanghero[An 2] ;
- Système U[22] ;
- Tesco[Fi 4] ;
- Thiriet[22] ;
- Trada[33] ;
- William Saurin[35].

La plupart des pays européens sont concernés de façon plus ou moins importante par la fraude :
- Allemagne[27] ;
- Autriche[33] ;
- Belgique[27] ;
- Bulgarie[AdL 11] ;
- Chypre[AdL 3] ;
- Croatie[33] ;
- Danemark[27] ;
- Espagne[Fi 5] ;
- Finlande[27] ;
- France[An 2] ;
- Hongrie[32] ;
- Irlande[E 4] ;
- Italie[31] ;
- Lettonie[AdL 11] ;
- Luxembourg[24] ;
- Pays-Bas[An 3] ;
- Pologne[M 3] ;
- Portugal[M 7] ;
- République tchèque[32]
- Roumanie
- Royaume-Uni[E 4] ;
- Slovénie[33] ;
- Suède[32] ;
- Suisse[17].

Mais aussi hors d'Europe :
- Hong Kong[28] ;
- Malaisie[28] ;
- République dominicaine[28] ;
- Thaïlande[28].

Certaines usines ont été identifiées :
| Groupe parent              | Nom de l'usine             | Estampille  | Adresse                                                  | Localisation                | % de viande frauduleuse dans l'échantillon |
| ABP Food Group             |                            |             |                                                          |                             |                                            |
| -------------------------- | -------------------------- | ----------- | -------------------------------------------------------- | --------------------------- | ------------------------------------------ |
| ABP Food Group             | Silvercrest Foods          | IE 565 EC   | Ballybay, Irlande                                        | 54° 07′ 57″ N, 6° 54′ 25″ O | 29,1,                                      |
| ABP Food Group             | Dalepak                    | UK HN012 EC | Leeming Bar Industrial Estate, Northallerton, Angleterre | 54° 18′ 17″ N, 1° 33′ 59″ O | 0,1                                        |
| Liffey Meats               | Liffey Meats               | IE 325 EC   | Ballyjamesduff, Irlande                                  | 53° 51′ 10″ N, 7° 12′ 23″ O | Traces                                     |
| Comigel                    | Tavola                     | —           | Capellen, Luxembourg                                     | 49° 38′ 52″ N, 5° 59′ 08″ E | 30–100.                                    |
| Wholesaler Willy Selten BV | Wholesaler Willy Selten BV | -           | Oss, Pays-Bas                                            | -                           | -                                          |

### Findus

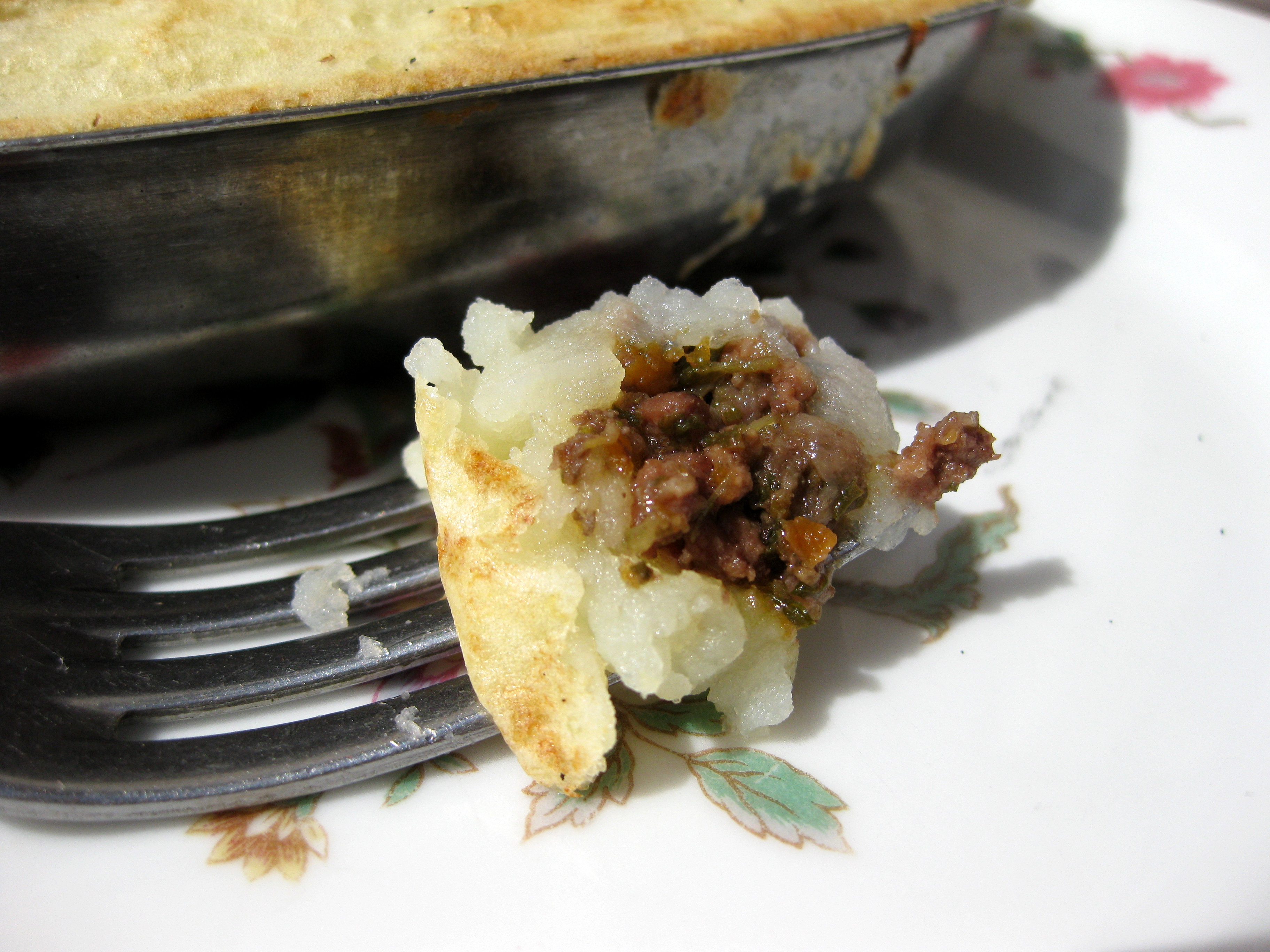
Du hachis parmentier, l'un des produits commercialisés par Findus et concernés par la fraude.

La société Findus effectue le 4 février 2013 des tests ADN sur ses produits : 29 produits de la marque, censés être fabriqués à base de viande de bœuf, contiennent du cheval. Parmi eux on trouve des lasagnes, du hachis parmentier et de la moussaka. Les lasagnes contiennent notamment 100 % de viande de cheval (issue de minerai de viande en provenance de Roumanie). Ces trois produits sont retirés des circuits de vente,. La marque adopte une stratégie de communication de crise visant à se présenter comme une victime, notamment en portant plainte contre ses fournisseurs,. Elle communique abondamment sur l’absence alléguée de risques alimentaires, et le rôle de Findus qui aurait permis de démasquer la fraude.
Selon Jean-Marc Sylvestre, Findus est bien « la première victime de cette fraude » mais la société l'a favorisée en faisant pression sur les prix de ses fournisseurs. D'après Christophe Ginistry, elle est également coupable « de proposer ce type de produit ». Il estime que la marque a commis une erreur : alors que Findus est « censé s’entourer de toutes les précautions possibles pour assurer une qualité optimale », le fait de se présenter en victime en disant avoir été « trompé » par ses fournisseurs représenterait « un aveu de faiblesse voire d’incompétence », au détriment des consommateurs. Au contraire, d'autres spécialistes estiment que la communication de crise de Findus était particulièrement bien maîtrisée.
François Allard-Huver analyse la « contre-offensive » menée par la société Findus afin d'apparaître en victime comme « intéressante », notant que l'industriel a ensuite misé sa communication sur la notion de « transparence ».

### Spanghero
Le 14 février 2013, Benoît Hamon, ministre délégué chargé de l'économie sociale et solidaire, accuse la société Spanghero de s'être rendue coupable d'une « tromperie économique » en vendant sciemment de la viande de cheval étiquetée « viande de bœuf » : le code douanier présent sur le minerai de viande arrivant chez Spanghero est bien celui du cheval, mais en partant, la viande porte un code douanier correspondant à du bœuf. Stéphane Le Foll, ministre de l'Agriculture, de l'Agroalimentaire et de la Forêt, décide aussitôt la suspension de l'agrément sanitaire octroyé à cette société, lui permettant de traiter de la viande,. La fraude porte sur 750 tonnes de minerai de viande de cheval, dont 550 ont servi à la fabrication par Comigel de plus de 4,5 millions de plats préparés vendus dans treize pays européens et 200 tonnes ont servi à la préparation de merguez surgelées commercialisées par Spanghero sous la marque « À la table de Spanghero », depuis retirées du marché. Le PDG de la société, Barthélémy Aguerre, affirme aux journalistes venus l’interroger que la fraude « vient d'ailleurs »,. Cependant, l'enquête établit clairement la responsabilité de la société, déjà mise en cause en 2008 pour non-conformité dans l'étiquetage de ses produits, puis en 2010 pour des faits similaires portant sur 4 000 tonnes de cheval écoulées comme bœuf halal entre 2006 et 2009.
Le 18 février 2013, Stéphane Le Foll annonce avoir « suffisamment d'éléments » pour rétablir en partie les agréments sanitaires de Spanghero sur les plats cuisinés, la charcuterie et la découpe de viande. Le 20 février 2013, des auditions de cadres et de responsables ont lieu chez Spanghero, qui dénonce « le viol de sa présomption d'innocence ». Le négoce de viande reste interdit à la société, qui déclare le 22 février 2013 renoncer à cette activité. Le 28 février, la société dépose une plainte auprès du procureur de la République de Paris pour tromperie et escroquerie. Le 22 mars 2013, le directeur de fait de Spanghero, Jacques Poujol, est remercié par les responsables de la maison mère, la coopérative basque Lur Berri. Avec Patrice Monguillon, un autre cadre de la société, il a depuis été placé en examen pour escroquerie en bande organisée.

### Draap Trading Ltd
Dès la révélation du circuit de la viande des lasagnes Findus, des soupçons de malversations se portent sur la société de trading chypriote Draap Trading Ltd, qui a vendu la viande roumaine à Spanghero. La société est détenue par une holding domiciliée dans les îles Vierges britanniques. Jan Fasen, citoyen néerlandais résidant en Belgique, en est le directeur. Le nom « Draap » est une inversion de paard, le mot néerlandais pour « cheval »,. La société a notamment modifié les factures du minerai de viande, pour effacer la mention de l'espèce cheval.

### Lidl

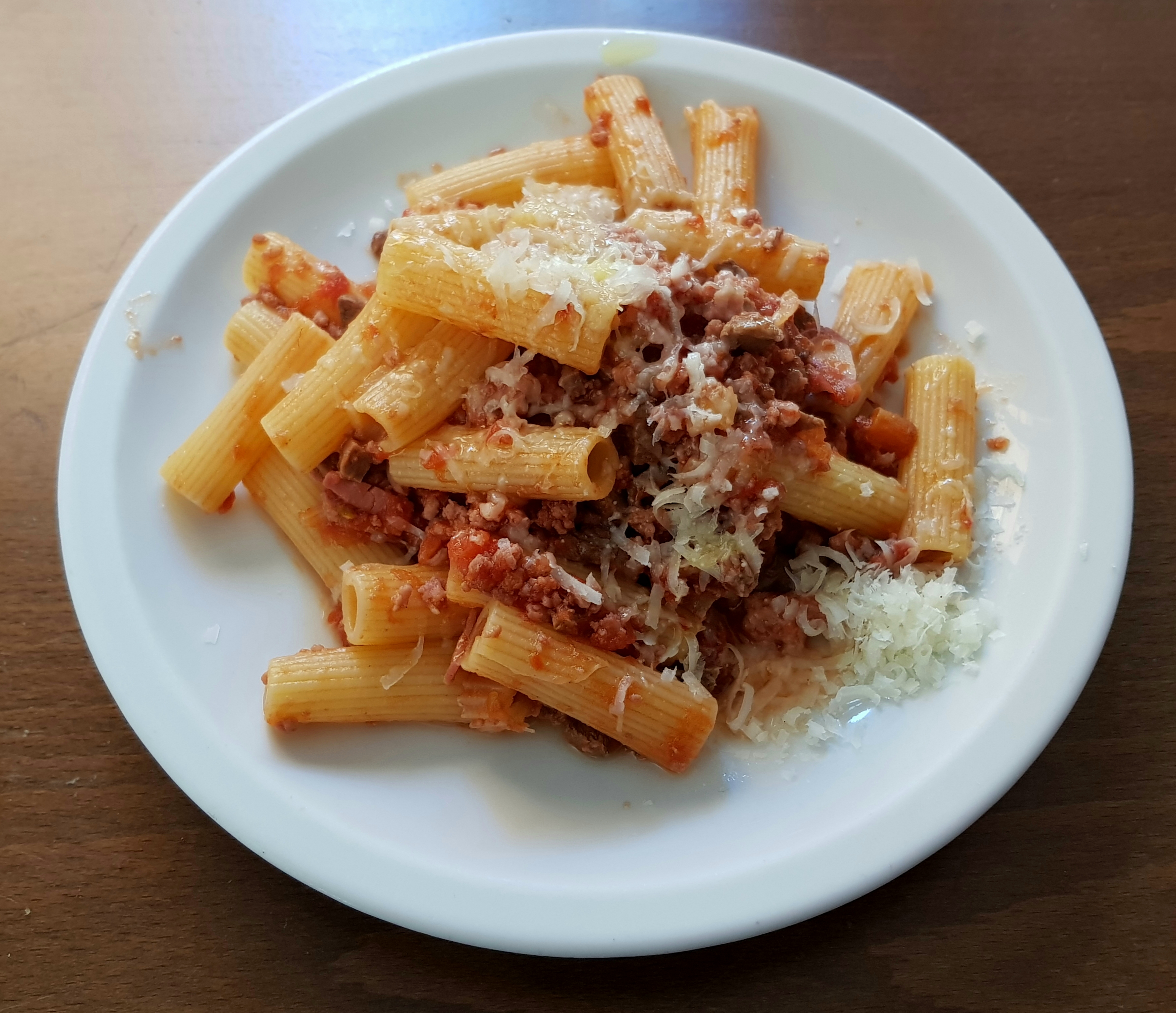
Sauce bolognaise sur des pâtes.

Le 14 février 2013, Lidl procède au retrait en Finlande, au Danemark et en Belgique, de plusieurs produits élaborés avec de la viande de cheval : goulashs, raviolis, pennes bolognese ; ces préparations ont été fabriquées par les sociétés Dreistern et Copack en Allemagne, et Copack en Belgique.

### Nestlé
Le 18 février 2013, Nestlé annonce avoir découvert 1 % d'ADN équin dans deux produits. Ses raviolis et tortellini vendus sous l'appellation Buitoni Beef Ravioli et Beef Tortellini sont retirés de la vente en Espagne et en Italie,,. Le lendemain, la marque retire du marché des lasagnes fabriquées dans son usine française Davigel et destinées aux entreprises de restauration collective en France et au Portugal, « Lasagnes à la Bolognaise gourmandes », en précisant que « la sécurité alimentaire n'est pas en cause, mais le mauvais étiquetage de produits fait qu'ils ne remplissent pas les critères très stricts que les consommateurs attendent de notre part ». Le retrait concerne également des plats préparés pour bébé contenant des traces d'ADN de cheval. Ces produits proviennent du sous-traitant HJ Schypke, lui-même un sous-traitant allemand de la filiale de Nestlé basée en Belgique, fournie par JBS Toledoń.
Le 25 février 2013, Nestlé annonce cesser de s'approvisionner auprès de la société espagnole Servocar, les tests effectués ayant montré la présence de plus de 1 % de cheval dans des lots de viande servant à fabriquer des fusilli à la viande Buitoni Completissimo et des cannelloni au micro-ondes La Cocinera.

### Interspan
Le 20 février 2013, l'Autorité de sécurité alimentaire et de contrôle vétérinaire et phytosanitaire de la Slovénie annonce que des tests ADN ont confirmé la présence de viande de cheval dans des lasagnes produites par la société luxembourgeoise Trada et distribuées par la chaîne de supermarchés autrichienne Interspan. Ces lasagnes ont été importées par la société croate Ledo.

### Iglo
Le 22 février 2013, Birds Eye publie des tests ADN qui montrent la présence de 2 % de viande de cheval dans le chili con carne vendu en Belgique par la société Iglo (appartenant aux fonds d'investissements The Blackstone Group et BC Partners) et préparé par la firme belge Frigilunch NV,. La société fait retirer trois spécialités de ses plats préparés qui contiennent du bœuf de la vente au Royaume-Uni. Après recherches, la marque a demandé à Frigilunch de cesser de s'approvisionner auprès de l'irlandais QK Meats.

### Ikea
Le 25 février 2013, Ikea annonce le retrait de boulettes de viande dans 14 pays européens à la suite de l'annonce de la découverte de viande chevaline par un laboratoire tchèque. Ikea fait procèder au retrait des boulettes de viande de ses rayons et du menu de ses restaurants dans 25 pays, majoritairement en Europe mais aussi en Malaisie, en Thaïlande, à Hong Kong et en République dominicaine,. Toutefois, des tests supplémentaires ne révèlent pas la présence de viande de cheval dans ces produits, ce qui est contredit le 27 février par l'Agence suédoise de sécurité alimentaire (Livsmedelsverket), des tests réalisés par le fournisseur, Dafgard, ont confirmé la présence d'ADN équin dans des produits, a indiqué à l'AFP une porte-parole de l'Agence suédoise.

### Burger King et Taco Bell

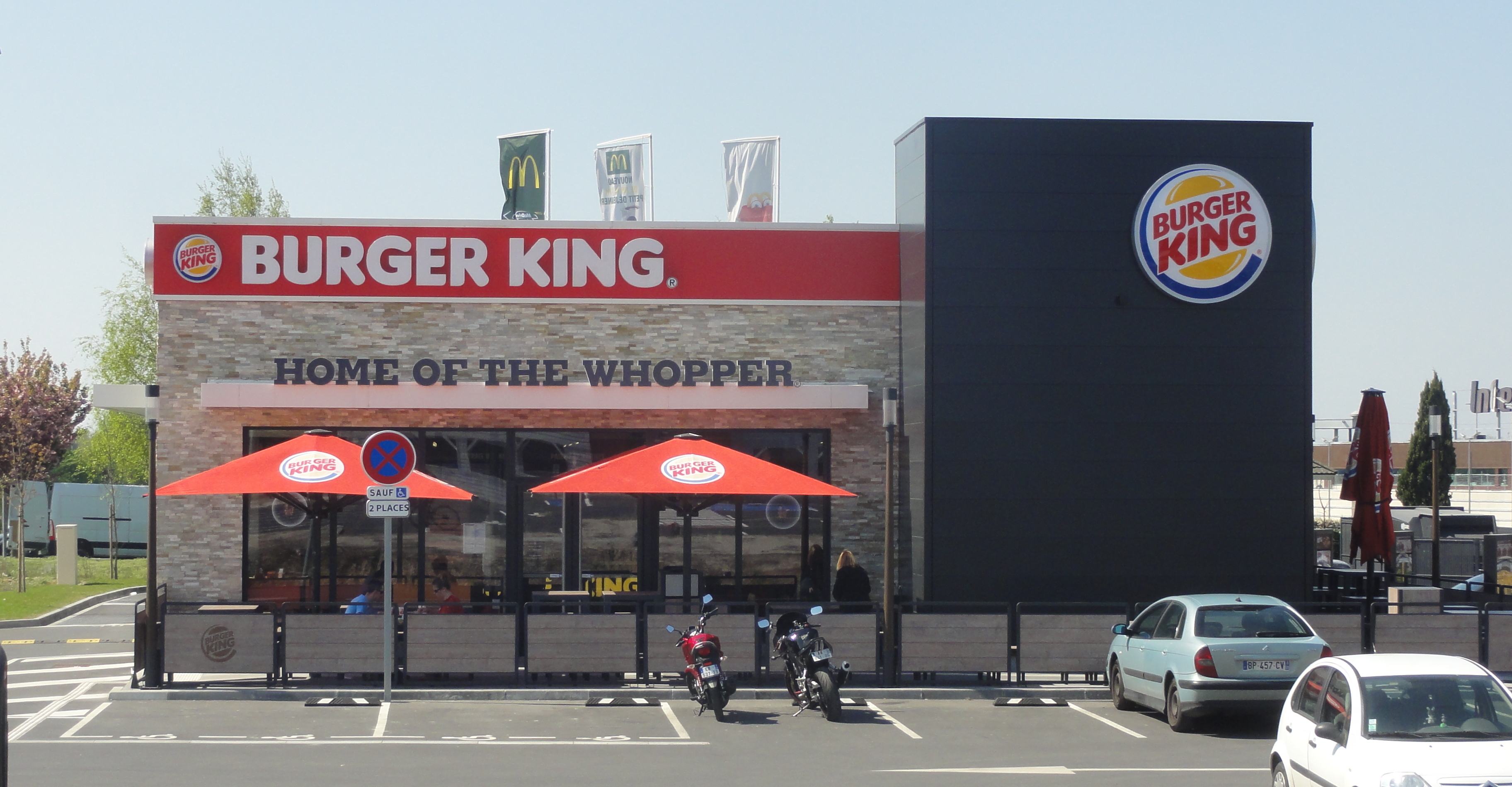
Un restaurant Burger King à Somain, en France.

La chaîne Burger King découvre fin janvier 2013 que la viande provenant d'un fournisseur irlandais incriminé, Silvercrest, contient des traces de cheval,. Le 1er mars 2013, l'autorité britannique de sécurité alimentaire (FSA) révèle les résultats de tests positifs pour le cheval dans les produits de la chaîne de restauration rapide Taco Bell.

### Auchan
Le 4 mars 2013, des hamburgers, des lasagnes, des cannellonis et des boulettes de viande de la marque de distributeur Auchan vendus au Portugal et contenant moins d'1 % de cheval sont retirés de la vente. Le retrait concerne au total 79 tonnes et 18 839 boîtes de produits cuisinés. Le fournisseur portugais impliqué ne fournissait que les magasins Auchan de son pays.
En août 2015, du cheval est détecté dans de la farce de porc commercialisée par les supermarchés Auchan en Russie.

## Résultats des tests ADN
En février et mars 2013, l’Union européenne lance un programme de trois mois de tests ADN sur la viande transformée en circulation dans les pays membres, dans le but de rassurer les consommateurs. Le plan consiste en 2 500 tests ADN aléatoires dans toute l'Europe sur des aliments transformés pour détecter la présence de cheval, et 4 000 contrôles pour détecter la présence éventuelle de phénylbutazone, un anti-inflammatoire pour les chevaux qui rend la viande impropre à la consommation,.
Au 1er mars 2013, 99 % des 1 797 tests sur la viande vendue au Royaume-Uni commandés par la FSA se sont révélés négatifs. Les tests européens révèlent par contre que 5 % des produits alimentaires testés contiennent du cheval, un quart d'entre eux provenant de France, ce qui en fait le pays où la fraude est la plus répandue, avec 13,3 % d'analyses positives. Les autorités françaises insistent à nouveau sur l'absence de danger sanitaire, malgré le fait qu'un produit sur 7 ne soit pas conforme à son étiquetage. Cette première vague de test révèle, en France, que les viandes frauduleuses proviennent de quatre fabricants qui s'approvisionnent aux Pays-Bas.
Une seconde vague de tests ADN débute en février 2014. Les industriels sont prévenus que les tests auront lieu entre le 21 avril et le 16 juin. Seules 0,61 % des viandes contiennent du cheval, contre 4,6 % l'année précédente. La France ne compte plus d'échantillons positifs, mais l'Allemagne, la Bulgarie, l'Espagne, la Lettonie, la Hongrie, le Portugal et la Slovénie sont toujours concernés par la fraude.

## Mises en examen et condamnations

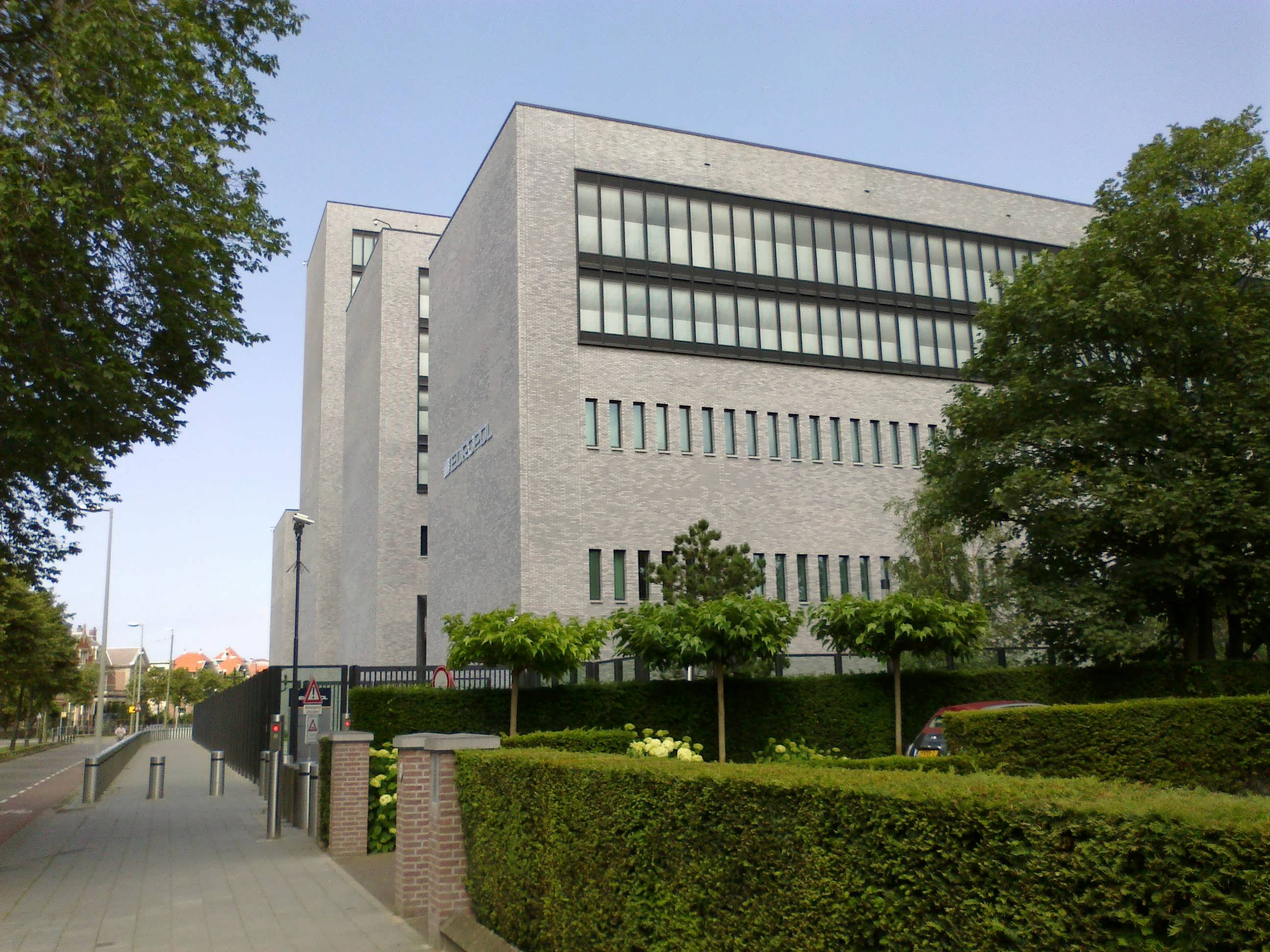
Siège d'Europol à la Haye, aux Pays-Bas.

Europol gère la coordination des enquêtes entre les autorités nationales, les raids sur les lieux impliqués, ainsi que les arrestations des fraudeurs soupçonnés,. Le 14 novembre 2014, l'enquête se conclut sur la mise en examen de quatre personnes : les Français Jacques Poujol et Patrice Monguillon, et les Néerlandais Jan Fasen et Hendricus Windmeijer. L'enquête ne permet alors pas de déterminer si les cadres de Spanghero connaissaient la nature de la viande qu'ils achetaient à Draap Trading. Bien qu'ayant été placés en détention provisoire fin 2014, en attendant que les peines soient prononcées, Jacques Poujol et Jan Fasen sont libres, et continuent d'exercer des activités commerciales. Le procès français, décidé en mars 2018, se tient finalement au tribunal correctionnel à partir du 21 janvier 2019 à Paris, avec une interruption à l'ouverture en raison d'une question prioritaire de constitutionnalité. L'un des enjeux est de savoir si Jacques Poujol savait qu'il achetait de la viande de cheval aux Néerlandais. En effet, le Français et le Néerlandais se rejettent la faute l'un sur l'autre. Pour Maître Bordenave, avocate de la partie civile interrogée en janvier 2019, la fraude a vraisemblablement été pensée de manière élaborée par ces quatre personnes. Des représentants des sociétés Findus, Picard, Tavola, Carrefour, des associations de défense des consommateurs, la Fédération nationale bovine et l'Interprofession du bétail et des viandes se sont constitués en parties civiles.
La société Comigel, mise en cause pour avoir transformé de la viande frauduleuse pendant plusieurs mois, n'a pas été condamnée. Les pressions « pousse au crime » que font peser les industriels pour obtenir de la viande aux prix les plus bas ont été évoquées, mais aucun distributeur n'a été condamné. Foodwatch regrette que les distributeurs n'aient pas eu à rendre de comptes, et estime que les sanctions prononcées sont trop légères. Le jugement est rendu en avril 2019.

### Jan Fasen
Jan Fasen (Johannès Fasen), surnommé « le roi des chevaux », directeur néerlandais de la société Draap trading, a déjà été condamné le 18 janvier 2012 à neuf mois de prison ferme par le tribunal de Breda (Pays-Bas) pour avoir vendu de la viande de cheval sud-américain comme étant du bœuf allemand halal, entre 2007 et 2009. Le 2 mai 2013, sa peine est allégée à six mois avec sursis. Il a falsifié des documents, et trompé plusieurs sociétés en Europe,. Jan Fasen a vendu son faux bœuf halal au futur directeur de Spanghero, Jacques Poujol, ce qui démontre que les personnes impliquées dans cette fraude européenne entretenaient des relations commerciales depuis de nombreuses années, notamment de façon régulière entre 2006 et 2009. Pourtant, aucune des entreprises françaises trompées par Fasen à l'époque n'a déposé de plainte. Fin avril 2014, Jan Fasen est mis en examen et placé en détention provisoire. Il est soupçonné d'avoir joué un rôle clé dans la fraude. En appel, il est condamné à 6 mois de prison et 50 000 euros d’amende, et Hendricus Windmeijer à des travaux d’intérêt général. Ayant exercé de nouvelles activités commerciales, Jan Fasen est de nouveau poursuivi en avril 2017, dans le cadre d'un vaste trafic européen de viande de cheval, pour avoir joué un rôle clé dans la vente de viande de cheval impropre à la consommation. 
En raison du contrôle judiciaire dont il fait l'objet en Espagne, il est absent lors du premier jour du procès Spanghero à Paris, en France. Une peine de quatre ans ferme et un mandat d'arrêt sont requis contre lui au terme du procès. Le 16 avril 2019, il est condamné à 2 ans de prison. Jan Fasen est finalement arrêté à la demande de la France le 23 juillet 2019, à Calp, alors qu'il se trouvait en liberté sous caution.

### Hendricus Windmeijer
Hendricus Windmeijer est un négociant en viandes, qui a traité avec Spanghero pour revendre le minerai de viande de cheval de Draap Trading. En 2012, il a déjà été condamné en appel à des travaux d’intérêt général, pour avoir falsifié des factures de vente de viande et des certificats de traçabilité, dont certains étaient établis pour Jacques Poujol.
Son avocat ayant demandé la relaxe de son client, soupçonné d'avoir changé les étiquettes de la viande entreposée, Hendricus Windmeijer est finalement condamné en avril 2019 par contumace à 12 mois de prison avec sursis.

### Jacques Poujol et Patrice Monguillon
Anciens cadres de la société Spanghero, Jacques Poujol et Patrice Monguillon sont poursuivis entre autres pour escroquerie en bande organisée, faux et usage de faux, et tromperie sur une marchandise. Jacques Poujol est l'ancien directeur de fait de la société. Il s'est fortement enrichi dans le négoce de viande, jusqu'à l'éclatement de la fraude qui a rapidement vu des soupçons peser sur lui, en raison de ses voyages en Roumanie et de ses relations d'affaire avec les Pays-Bas. Benoît Hamon cite nommément la « holding Poujol » comme responsable de l'achat de la viande de cheval retrouvée dans les plats surgelés de la marque Findus. Mis en examen le 13 septembre 2013, il est placé en détention provisoire, puis relâché. Le 12 février 2019, une peine d'un an de prison ferme ainsi qu'une interdiction à vie d'exercer dans le secteur de la viande sont requis par le parquet contre lui.
Il est finalement condamné à deux ans de prison (dont 18 mois avec sursis), 100 000 euros d'amende, et une interdiction de deux ans d'exercer dans le commerce de viande.
Patrice Monguillon est l'ancien directeur de l'usine Spanghero de Castelnaudary. Auditionné fin janvier 2019, il assure avoir voulu sauver son entreprise, et avoir ignoré qu'il achetait du cheval. Il est condamné à 12 mois de prison avec sursis.

### Willy Selten
La viande de cheval retrouvée dans les aliments britanniques a transité par l'abattoir Red Lion. Le 10 avril 2013, le NVWA, (Nederlandse Voedsel- en Warenautoriteit), autorité sanitaire des Pays-Bas pour la sécurité de l'alimentation, envoie un message d'alerte sur 50 000 tonnes de viande de bœuf susceptibles d'avoir été mélangées avec de la viande de cheval par les entreprises Wiljo BV et Wholesale Meat Willy Selten B.V. Le grossiste Willy Selten est mis en examen, puis condamné à cesser son activité le 18 avril 2013. Il liquide son entreprise la semaine suivante. Il employait principalement des ouvriers polonais, dans des « conditions déplorables ». Les chevaux étaient importés d'Irlande, où ils s'achetaient très bon marché. Ils transitaient par un abattoir anglais. Une association de protection animale anglaise a reconstitué le circuit frauduleux de ces chevaux irlandais, prouvant que la viande était importée par la société de Willy Selten.
Le 22 mai 2013, l'intéressé reconnaît les faits qui lui sont reprochés, avoir mélangé de la viande de bœuf et de la viande de cheval, « à la demande d'un de ses clients ». Il est condamné à deux ans et demi de prison le 7 avril 2015,.

## Contexte de fraudes dans l'industrie de la viande chevaline

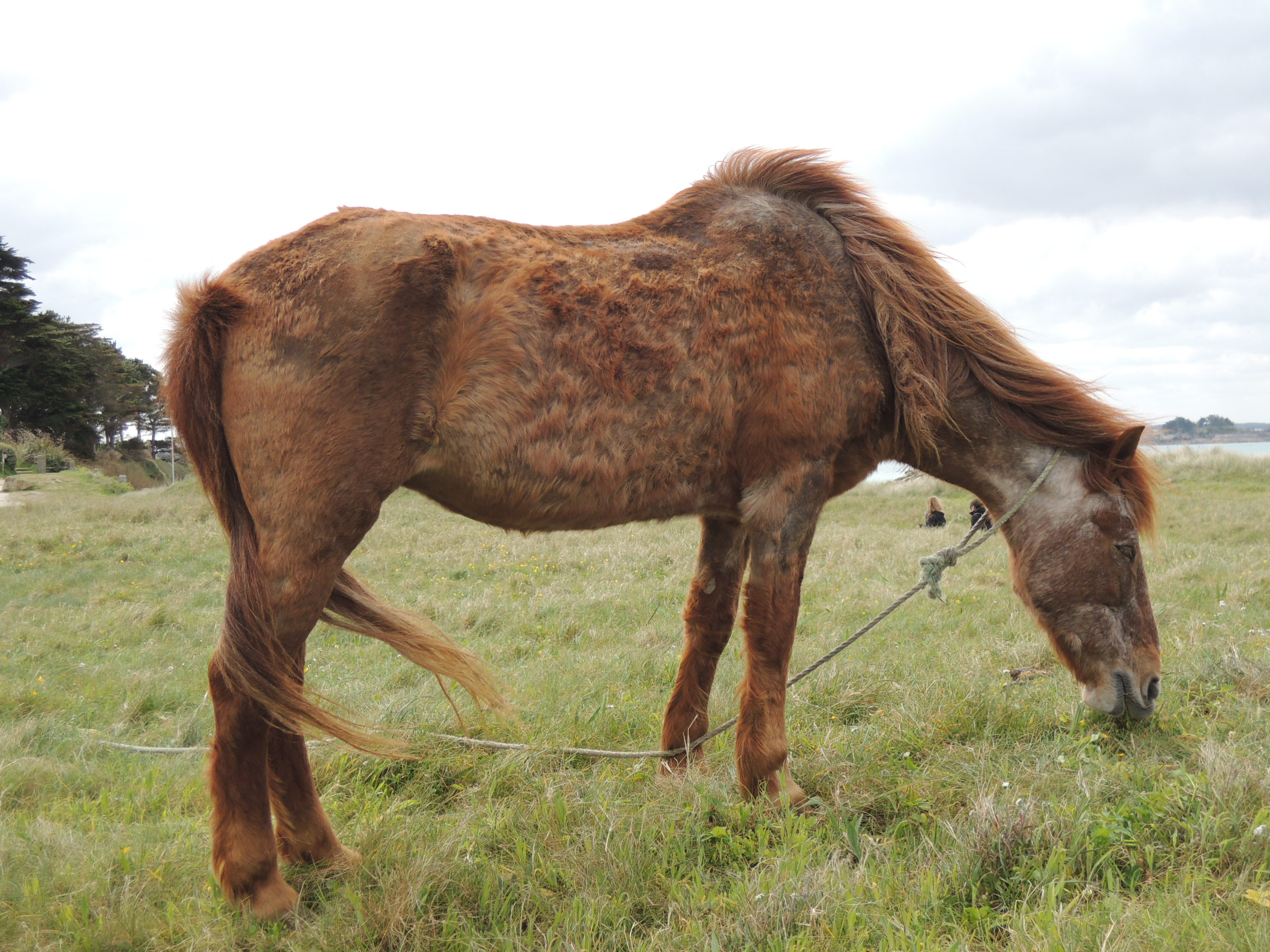
Vieux cheval atteint d'un syndrome de Cushing équin sur l'île de Batz.

La fraude européenne à la viande de cheval s'inscrit dans un contexte impliquant de nombreuses ventes illégales de chevaux âgés, malades, abandonnés ou blessés à l'abattoir. Il n'y a pas de lien direct entre ces deux fraudes, hormis l'implication de Jan Fasen dans les deux : la première implique le remplacement de la viande de bœuf par du cheval dans les denrées alimentaires, la seconde la circulation de viande de cheval étiquetée comme du cheval, mais frauduleuse. Les découvertes dans la filière viande chevaline fin 2013 révèlent de nombreuses tentatives pour contourner la réglementation sur l'abattage des chevaux. Ces animaux sont revendus discrètement aux abattoirs en fin de carrière. Officiellement, leurs propriétaires doivent arrêter les traitements antibiotiques et anti-inflammatoires pendant les six mois qui précèdent leur revente à l'abattoir. En Irlande, environ 70 000 chevaux non-tracés ou abandonnés par leurs propriétaires ont disparu des statistiques et ont été revendus illégalement à des abattoirs anglais et néerlandais, après avoir été équipés de fausses puces. Alors qu'ils n'avaient aucune valeur marchande en Irlande, leur revente pour la viande leur donnait une valeur marchande d'environ 500 euros chacun. Le faux étiquetage comme viande de bœuf augmentait encore cette valeur.

### Circulation de viande chevaline impropre à la consommation
Le 27 décembre 2013, l'AFSCA (Agence fédérale pour la sécurité de la chaîne alimentaire belge) saisit 16,2 tonnes de viande de cheval frauduleuse. Une grande partie provient d'un réseau qui en a fait circuler 82 tonnes. Les chevaux proviennent de centres équestres, de particuliers, et bien que l'AFSCA se veuille rassurante sur les dangers pour la santé humaine, également de laboratoires pharmaceutiques. D'après les autorités néerlandaises, une partie de cette viande a été revendue à des restaurants servant du cheval, et a servi à la fabrication de croquettes pour animaux et de saucisses.
Cette fraude implique un réseau mafieux opérant notamment dans les Ardennes françaises, en Belgique et dans le sud de la France. Bien que l'absence de risque sanitaire soit officiellement invoquée, la grande rareté des contrôles (0,38 % des chevaux abattus) laisse présumer que certains étaient en réalité impropres à la consommation, les chevaux de selle recevant très souvent des traitements à la phénylbutazone. La fraude révélée en décembre 2013 porte sur 200 chevaux de laboratoire impropres à la consommation, revendus dans la filière alimentaire avec la complicité de vétérinaires véreux.

### Failles dans la traçabilité des chevaux
Des failles dans la traçabilité font qu'en Suède, selon l'association de l’industrie équine (HNS), 4 000 à 9 000 chevaux disparaissent des statistiques chaque année, sur 20 000 chevaux mourant annuellement parmi les 360 000 environ recensés dans ce pays. Seuls 14 000 sont déclarés morts chaque année. Environ 100 000 chevaux manquent aux statistiques pour la période 2000-2012, peut-être — selon un représentant de l'inspection vétérinaire — parce que des abattoirs situés en Belgique, au Danemark ou en Italie les achètent 2 à 4 fois le prix payé en Suède aux propriétaires. Les mêmes carences existent en France, où le système d'identification répertoriant les équidés (SIRE), pourtant considéré comme l'un des systèmes de traçabilité équine les plus fiables d'Europe, a des limites évidentes pour ce qui concerne le suivi des chevaux traités à la phénylbutazone. En France, 40 % des chevaux présents dans le pays ne sont pas correctement identifiés, notamment pour des raisons financières.

### Augmentation des abattages équins
En Irlande, l'abattage des chevaux a connu une nette augmentation depuis les années 2010, entraînant une problématique d'écoulement de cette viande depuis un pays non-hippophage. Le même phénomène touche la Roumanie, où 30 000 chevaux sont abattus la seule année 2012, en conséquence d'une loi nationale interdisant la circulation des attelages hippomobiles sur les routes nationales. Cela entraîne un effondrement du prix de la viande de cheval et des opportunités commerciales en Roumanie, favorisant vraisemblablement la fraude. En France, l'équitaxe entrée en vigueur en 2013 et 2014 a favorisé une nouvelle vague de fraudes à l'abattage, dans un contexte de paupérisation des détenteurs d'équidés.

### Autres affaires judiciaires relatives à de la viande chevaline frauduleuse
Le 25 avril 2015, 26 personnes organisant un trafic de chevaux sont arrêtées dans toute l'Union Européenne, notamment en France et en Belgique. Selon les autorités françaises, ce réseau est responsable de l'abattage de 4 700 chevaux impropres à la consommation. Patrick Rochette, grossiste à Narbonne en France, est soupçonné d’en être la tête pensante dans ce pays. Il a fait l'objet de deux condamnations par la justice, en 1998 et 2007, pour import de denrées non conformes aux normes sanitaires. En décembre 2013, il est mis en examen pour faux, usage de faux, tromperie et association de malfaiteurs, mais échappe à la prison. Impliqué directement dans l'abattage des 200 chevaux de laboratoire impropres à la consommation, il est condamné à une amende et à l'interdiction de poursuivre son activité. Le 7 octobre 2015, 12 personnes, dont 9 vétérinaires, sont arrêtées en France.
Le 28 février 2023, le tribunal correctionnel de Marseille condamne vingt-quatre prévenus. La principale responsabilité est attribuée à Patrick Rochette, qui a été le plus lourdement condamné, avec trois ans de prison dont deux ans avec sursis, une amende de 15 000 euros et une interdiction pendant cinq ans d’exercer toute activité en lien avec la filière équine. La peine d'une année sera purgée à domicile sous bracelet électronique. Fabrice Daniel a été condamné à deux ans de prison dont six mois ferme à purger sous bracelet électronique, à une interdiction d’exercice pendant cinq ans dans la filière équine et à une amende de 20 000 euros. À l’exception d’un marchand espagnol de chevaux, absent lors des débats et condamné à deux ans de prison dont un an ferme, l’ensemble des peines prononcées contre les 21 autres prévenus sont toutes couvertes par le sursis et s’échelonnent de deux à trente mois.

## Questions soulevées

### Risque sanitaire
Les autorités sanitaires assurent que la substitution de viande de cheval à la viande de bœuf n'entraîne a priori pas de risques pour le consommateur. Toutefois, la nature frauduleuse de la viande et l'absence de traçabilité ne permettent pas de garantir le respect des normes microbiologiques et l'absence de médicaments interdits. La Roumanie est l'un des foyers de la trichinose, une maladie parasitaire dans le cycle de laquelle peut intervenir le cheval. La connaissance des conditions de santé et d'élevage des chevaux concernés est difficile. Selon John Warner, professeur de pédiatrie et chef de service à l'Imperial College London, il est possible, mais non certain, que les personnes souffrant d'allergie aux poils équins puissent développer une réaction allergique croisée à la viande de cheval,.

#### Phénylbutazone
L'une des préoccupations concerne la contamination possible de la viande chevaline par la phénylbutazone, un anti-inflammatoire non stéroïdien utilisé pour calmer la douleur chez les chevaux,,. Les animaux traités par ce produit ne doivent en principe pas entrer dans la chaîne alimentaire humaine.
La Food Standards Agency (FSA) répond à ces préoccupations en janvier, qui ont également été soulevées par des personnalités politiques telles que Mary Creagh du Labour party, en indiquant qu'il y a seulement cinq cas de chevaux abattus au Royaume-Uni traités avec la phénylbutazone, aucun d'eux n'étant entré dans la chaîne alimentaire humaine. La première série de tests organisée par l'Union européenne en 2013 aboutit au constat que 193 échantillons de viande de bœuf sur les 4 000 testés dans toute l'Europe sont contaminés par de la viande de cheval et que parallèlement 16 échantillons de viande de cheval sur 3 000 sont contaminés par la phénylbutazone. L'examen ultérieur de 206 carcasses de chevaux abattus au Royaume-Uni entre le 30 janvier et le 7 février 2013 montre que huit d'entre elles sont contaminées, six ayant été expédiées en France, où elles ont pu entrer dans la chaîne alimentaire. Des tests supplémentaires indiquent qu'aucun des produits de Findus ne contient de phénylbutazone. En tout, 540 carcasses contaminées sont entrées sur le territoire français. La Food Standards Agency a généralisé les tests de la phénylbutazone en 2013.
Les taux relevés sont très inférieurs aux seuils limites,. Sally Davies déclare que le niveau de contamination, 1,9 mg/kg, entraîne « très peu de risques pour la santé humaine »,. Elle ajoute qu'il faudrait consommer 500 à 600 hamburgers contenant 100 % de viande de cheval pour recevoir la dose humaine quotidienne thérapeutique.
La journaliste d'investigation Anne de Loisy s'étonne de l'insistance des différentes autorités sur le peu de risque posé par les résidus de phénylbutazone, ce alors que ce produit est interdit dans les produits alimentaires d'origine animale depuis 1997. Certains journalistes soupçonnent que la viande chevaline en provenance des États-Unis, où la phénylbutazone est couramment utilisée, puisse être entrée dans la chaîne alimentaire via le Mexique, puis exportée vers l'Europe.

#### Anémie infectieuse équine
Les experts du gouvernement britannique ont exprimé la crainte que la viande de cheval en provenance de Roumanie puisse être contaminée par l'Anémie infectieuse équine (AIE), rappelant que Spanghero, accusée d'avoir remplacé du bœuf, « a déjà été au centre d'une alerte concernant une contamination à la bactérie E. coli ».
Bien qu'en théorie l'AIE ne soit pas transmissible à l'homme, cela pourrait être indicateur de problèmes de santé supplémentaires chez les chevaux roumains, supposés vivre dans de piètres conditions. Depuis 2007, l'Union européenne a restreint l'exportation de chevaux vivants depuis la Roumanie vers les autres États membres s'ils n'ont pas fait l'objet d'un test de dépistage,. La viande contaminée a pu être écoulée clandestinement depuis la Roumanie vers l'Italie et la France,.

### Traçabilité alimentaire et information du consommateur
Cette crise révèle la complexité de la chaîne agroalimentaire européenne et mondiale, mais aussi l'insuffisance des mesures et contrôles de traçabilité prises après celle de la vache folle, les plats cuisinés n'étant pas concernés par ces mesures. Des vides juridiques sont optimisés par des sociétés de production et de commercialisation de plats cuisinés, dans le but d'augmenter les dividendes de leurs actionnaires. Plus que les réglementations existantes, le manque de moyens des structures européennes ou étatiques (douanes et services de contrôle vétérinaire notamment, selon le principe de subsidiarité) de contrôle, et l'absence de transparence et d'informations obligatoires du consommateur pour les aliments transformés, semblent en cause. La Cour des comptes britannique signale le manque de moyens des autorités de contrôle dans un rapport rendu le 10 octobre 2013, aucune analyse n'ayant été menée sur la présence de viande de cheval depuis dix ans. La Cour des comptes française arrive aux mêmes conclusions, dans un rapport rendu en février 2014. La capacité à suivre la circulation de la viande n'est pas en cause, puisque la provenance des lasagnes surgelées de la marque Findus contenant du cheval roumain a pu être reconstituée très rapidement.
Une analyse publiée en 2017 met en cause un déséquilibre de pouvoir entre fournisseurs et acheteurs, postulant que la dépendance mutuelle entre acteurs fait des détaillants les partenaires commerciaux les plus exposés aux conséquences de ce type de fraude.
Plusieurs associations de consommateurs réclament l'étiquetage obligatoire de la provenance de tout ingrédient animal sur les plats préparés,, mais cette mesure n'est pas en œuvre, en raison des réticences des industriels qui évoquent des coûts importants. Selon la journaliste d'investigation Anne de Loisy, ces coûts seraient en réalité très faibles : les producteurs craignent plutôt les réactions négatives des consommateurs s'ils venaient à apprendre que des produits élaborés vendus sous l'étiquette de productions locales sont en fait préparés à partir d'ingrédients industriels provenant de différents pays. Les tentatives d'imposer cet étiquetage ont échoué sous la pression de lobbyistes de la viande. Des associations de consommateurs se sont mobilisées pour que les promesses faites pendant la crise soient tenues, arguant que l'étiquetage des plats cuisinés est attendu par 90 % des Européens.
En juillet 2014, soit un an et demi après la révélation de la fraude, aucune mesure dans ce sens n'a été prise.

### Tabous alimentaires
Cette affaire met en lumière la question controversée de l'hippophagie – la consommation de viande de cheval. L'émoi suscité dans le monde anglo-saxon est dû en grande partie au fait que l'hippophagie y est culturellement taboue, le cheval étant associé à des qualités de noblesse et à des mythes,. La viande de cheval n'est normalement pas consommée en Irlande ni en Grande-Bretagne. Selon le professeur Reilly, « en Irlande, ce n'est pas notre culture de manger la viande de cheval et, par conséquent, nous ne prévoyons pas d'en trouver dans un hamburger »,. Des parallèles sont faits, dans les médias britanniques, entre l'immigration depuis l'Europe de l'Est, et l'idée de faire manger du cheval aux Britanniques à leur insu.
La réaction est tout aussi vive dans la presse spécialisée pour les pratiquants de l'équitation, extrêmement choqués d'avoir pu consommer à leur insu et contre leur gré la viande d'un animal considéré comme un compagnon. Éric Baratay, spécialiste en relation homme-animal, estime que cette crise est révélatrice du nouveau statut du cheval, de plus en plus considéré comme un animal qu'on ne peut pas manger.

## Réactions
Plusieurs chercheurs qualifient les réactions à la présence de viande de cheval dans des produits étiquetés « pur bœuf » de « panique morale », en raison notamment de propos xénophobes et nationalistes, ou encore de l'emploi du terme « contamination »,. La presse a jeté la suspicion sur l'innocuité de la viande de cheval. L'image publique de l'Irlande s'en est trouvée améliorée, en raison du rôle clé des autorités irlandaises dans la découverte de la fraude. En revanche, le marché roumain de la production de viande a subi de nombreuses critiques, souvent infondées.
Le public découvre à cette occasion l'existence de spéculations financières sur la viande, entraînant le transport de denrées sur des milliers de kilomètres, et de nombreuses possibilités de fraude de la part des différents intermédiaires,. Il a également découvert l'existence du minerai de viande. Dès la révélation de l'affaire en France, la première réaction des médias a été d'interroger des consommateurs dans des supermarchés, recueillant presque à chaque fois des témoignages d'effroi. Cette fraude se traduit par un rejet idéologique massif de la « production alimentaire néolibérale ». Les consommateurs sont mis au courant du décalage important entre les publicités pour ces produits, mettant en avant des productions locales et des images de plats « maison », et la réalité d'une production mondialisée et industrialisée.

### Parodies et « nettoyage » du web
Le scandale a entraîné l'apparition de nombreux détournements et de parodies de la marque Findus. Le logo et la marque font l'objet de détournement de publicité dans les médias sociaux. L'agence de communication Rosbeef lance, à Paris, une campagne publicitaire qui utilise des affiches titrant « Chez Findus, nous sommes très à cheval sur la qualité et la provenance des ingrédients ». Cette publicité est à l'initiative de l'agence de communication, sans l'aval de Findus. Dans un premier temps, Findus désavoue cette campagne,. Devant le très bon accueil du web, Findus fait marche arrière, reconnaissant que cette campagne est intelligente,.
Les détournements sur le web sont basés notamment sur le jeu de mots en anglais find us (« nous trouver »),,.
La marque fait appel à une agence de e-réputation française pour nettoyer son image,. Concrètement, l'agence Reputation Squad a tenté de modifier les références à une « affaire Findus » et les associations de mots entre Findus d'une part et « tromperie » ou « escroquerie » d'autre part. L'implication d'une société payée par Findus pour tenter de modifier les informations contenues dans la présente page de Wikipédia est confirmée fin 2014, dans un reportage de Médias, le magazine,,.
Au Royaume-Uni, de nombreuses blagues se font au détriment de la société Tesco.

### Achats alimentaires
Ce scandale alimentaire, survenant plus de dix ans après la crise de la vache folle, marque durablement les consommateurs européens, notamment français. Le Britannique Owen Paterson, ministre de l'Environnement, de l'Alimentation et des Affaires rurales, va jusqu'à parler d'une « conspiration criminelle internationale ». Une étude de la Sofres révèle que la confiance envers les étiquetages et la sécurité alimentaire a diminué d'environ 20 points en France, en 2014.
Une analyse des publications effectuées sur les réseaux sociaux durant la crise conclut à une importante perte de confiance des Britanniques dans la consommation de hamburgers.

#### Ventes de plats cuisinés
En France, les ventes de plats cuisinés surgelés ont baissé : Nielsen a relevé une baisse globale de 45 % des ventes de lasagnes, hachis parmentier et moussakas dans la semaine suivant la révélation publique de la fraude, les ventes de plats surgelés ayant globalement plongé de 16 %. Le 4 mars, presque un mois après l'éclatement de l'affaire en France, la firme d'études de marché SymphonyIRI annonce 30 % de diminution du volume des ventes de plats cuisinés, sans signe de redressement. Le 1er mars, un sondage de BVA révèle qu'un quart des Français cessent tout achat de plats cuisinés au bœuf, ce qui profite aux boucheries traditionnelles en circuit court, 4 % d'entre eux déclarant de plus se tourner vers le végétarisme. Cette baisse s'effectue également au profit de produits issus de l'agriculture biologique, et des boucheries chevalines.
Durant la crise, 31 % des Britanniques déclarent renoncer à l’achat de plats cuisinés, 7 % d'entre eux se disant prêts à ne plus du tout consommer de viande. 53 % souhaitent l'interdiction de toute importation de viande. Une baisse hebdomadaire constante de la valeur et du volume des achats de hamburgers au détail est constatée pendant six semaines consécutives après la première annonce du scandale de la viande de cheval au Royaume-Uni, particulièrement chez les personnes âgées.
L’année 2013 est, à l'échelle européenne, la première année où les ventes de produits surgelés ont baissé après vingt ans de croissance ininterrompue. Les lasagnes et les raviolis sont les produits les plus touchés, avec une baisse des volumes de l'ordre de 19 %. Une enquête auprès de 4 598 consommateurs de lasagnes préparées, dans 6 pays européens montre une importante préoccupation pour l'origine de la viande, mais des préoccupations différentes en matière de sécurité alimentaire selon les pays concernés.
La question de savoir si la fraude a profité aux circuits d'alimentation halal n'a pas trouvé de réponse.

#### Hippophagie et filière viande chevaline

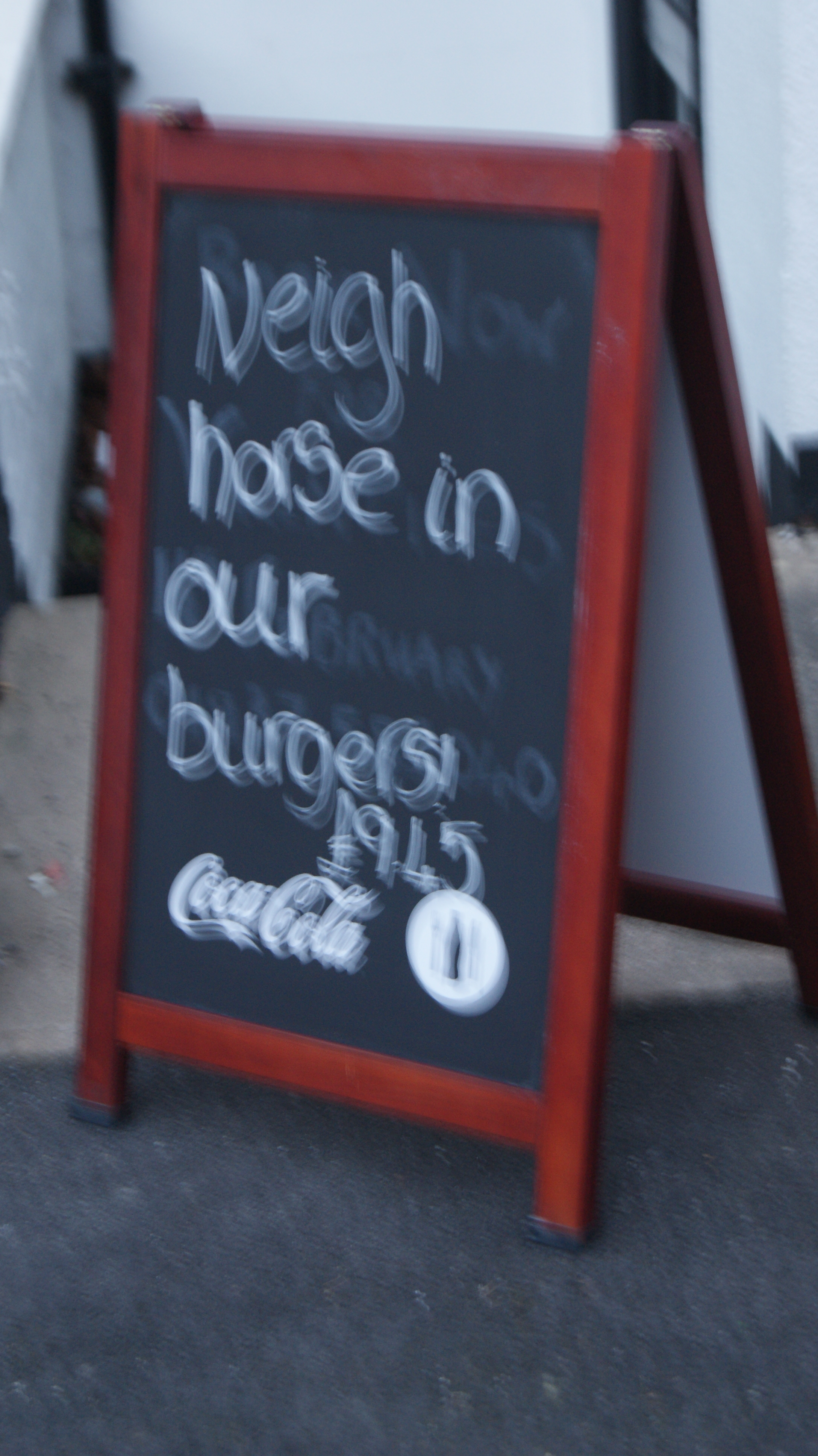
Satire du scandale à l'extérieur d'un pub de Wetherby, dans le Yorkshire de l'Ouest (« chevaux hennissant dans nos hamburgers »). En anglais, les prononciations de neigh (« hennir »), et de nay (« aucun » ou « pas », terme spécifique à l’Écosse) sont les mêmes.

Dès la découverte de l'affaire en France, Brigitte Bardot a de nouveau réclamé l'interdiction de l'hippophagie, un combat dans lequel elle est engagée depuis plusieurs décennies. Aucune société impliquée n'a reconnu sa culpabilité ni n'a présenté d'excuses publiques aux personnes trompées qui refusent la consommation de viande de cheval, que ce soit pour des raisons culturelles, éthiques ou religieuses. Les bouchers chevalins français constatent après l'éclatement de l'affaire une augmentation générale de 10 à 15 % de leurs ventes, sûrement due à cette médiatisation soudaine de la viande de cheval,.
En réaction à la fraude, l'État français durcit les règles d'abattage pour les chevaux le 30 octobre 2013, notamment en rendant obligatoire la présentation du feuillet médicamenteux de l'animal à l'abattoir. Cependant, les multiples révélations et condamnations se poursuivent dans la filière de la viande chevaline, décrite fin août 2015 dans Le Monde comme étant « minée par la fraude », avec de nombreux cas d'abattages d'animaux impropres à la consommation. Cette filière, déjà fragilisée par la crise agricole, perd la confiance des consommateurs.

### Réactions politiques dans l'Union européenne
Dans les îles Britanniques, cette fraude entraîne des discussions quant à l'efficacité de l’autocontrôle des industriels de la viande. Karen Jennings, secrétaire général adjoint d'UNISON, déclare que « l'industrie n'est pas apte à s'auto-réguler ». À l'issue de la réunion de crise française du 13 février 2013, le ministre de l'agriculture Stéphane Le Foll déclare une « mise sous surveillance » de la filière viande.
Compte tenu de l'ampleur et des conséquences de la fraude qui touche plusieurs pays de l'Union européenne, les fonctionnaires, ministres européens et le commissaire européen Tonio Borg mettent en place une réunion ministérielle de crise en urgence à Bruxelles le 13 février 2013, pour résoudre les failles dans les systèmes de contrôle européens sur la sécurité alimentaire. Ils ordonnent une vaste campagne de tests ADN sur les plats préparés à base de viande de bœuf surgelée. Le spécialiste en droit européen Alberto Alemanno estime que cela ne réglera pas le problème de la fraude : « Les responsables politiques vont donc vendre aux consommateurs l'illusion qu'ils répondent à leurs inquiétudes, alors qu'ils se contentent en réalité de la première option promettant un rapide retour à la normale. On répond au non-respect des règles d'étiquetage par l'établissement de nouvelles règles en la matière […] ».
Six mois après le début de la crise, un examen indépendant des réseaux d'approvisionnement alimentaire est commandé par le gouvernement britannique, et entrepris par le professeur Chris Elliott de l'université Queen's de Belfast. Il recommande huit mesures pour garantir l'intégrité des aliments industriels au gouvernement : privilégier les consommateurs, une tolérance zéro sur les fraudes, la collecte de renseignements, les services de laboratoire, l'audit, le soutien gouvernemental, le leadership et la gestion des crises.
Le président de la République française François Hollande s'est prononcé en faveur de l'indication du pays d'origine sur tout produit carné. Le 15 mai 2013, le Sénat adopte une résolution demandant à la Commission d’améliorer la traçabilité et l’étiquetage des plats cuisinés (en indiquant notamment le pays d’origine de la viande utilisée comme ingrédient) dans le cadre du droit à l’information des citoyens selon l’intitulé du règlement européen no 1169/2011. Il s'agit pour le Sénat de favoriser « la maîtrise et à la parfaite connaissance de son alimentation ». En France, un renforcement des sanctions encourues en cas de tromperie économique est envisagé, les peines prévues (deux ans de prison maximum) n'étant pas considérées comme dissuasives.

### Pertes financières des sociétés concernées
Tesco a perdu 360 millions d'euros de valeur boursière le mercredi 16 janvier 2013, au lendemain de la révélation publique du scandale dans les îles Britanniques. En France, les salariés de la petite entreprise Fraisnor, qui fabrique des lasagnes mais n'est pas impliquée dans le scandale, ont manifesté contre la mise en péril de leur activité, ce qui n'a pas empêché l'usine de fermer en mai 2013, supprimant 110 emplois. Différentes sociétés concernées par la préparation de plats cuisinés ont dû licencier une partie de leur personnel.
La croissance de la société Findus est stoppée net en France (contre une augmentation prévue du chiffre d'affaires 2013 de 10 %) ; le chiffre d'affaires du secteur des plats cuisinés surgelés baisse de 17 % en 2013. La société Findus estime, le 21 février 2013, avoir perdu un million d'euros auquel s'ajoute le coût des tests ADN réalisés sur l'ensemble des produits vendus. Toutefois, les plats préparés mis en cause ne représentent que 5 % de son chiffre d'affaires, ce qui ne met pas l'ensemble de la société en péril. En février 2014, la société a affiché une croissance de 14 %. L'effet de sa campagne de communication de crise est analysé comme positif sur son chiffre d'affaires, et sur la confiance des consommateurs.
La société du fraudeur néerlandais Willy Selten a fait faillite, avec 11 millions de dettes réclamées.

### Utilisation des denrées retirées de la vente
Des associations d'aide alimentaire, déjà affectées par la décision européenne de réduire ses aides, ont demandé que les produits ne présentant pas de risque sanitaire soient ré-étiquetés et distribués aux personnes dans le besoin. Le 27 février, Benoît Hamon a donné son accord pour cette redistribution en France. En Belgique, Marc Tarabella s'est montré favorable à cette idée, tout comme en Allemagne Dirk Niebel. Plusieurs personnes s'élèvent contre le gaspillage que représenterait la destruction de toutes ces denrées alimentaires saines. Toutefois, le groupe Mestdagh a détruit des lots concernés en Belgique.

### Gains des laboratoires d'analyse privés
Cette fraude a renforcé et enrichi les laboratoires privés de bioanalyse, chargés d'effectuer des analyses ADN. En particulier, la multinationale Eurofins Scientific a communiqué dans les médias pendant la crise, pour inciter les entreprises agroalimentaires à faire appel à ses services. Cela a permis à cette société de réaliser un bénéfice important en 2013, au détriment des laboratoires publics.

## Absence de conséquences sur la réglementation européenne
D'après un reportage d'Arte diffusé en avril 2015, deux ans après la fraude, aucun changement réglementaire n'est intervenu dans l'industrie de la viande : « il est impossible pour le consommateur de savoir d'où vient vraiment la viande ».
Une analyse des mesures de protection mises en place au Royaume-Uni, publiée en 2017, conclut que si le système de contrôle s'est vraisemblablement amélioré, aucun accent n'est mis sur la répression des fraudes alimentaires. Le principe du libre-échange en Europe a favorisé cette fraude.
En janvier 2019, l'avocat d'UFC-Que choisir Claude Frety évoque cette affaire comme l'une des deux grandes affaires responsables de la perte de confiance envers la filière viande à l'échelle européenne, avec la crise de la vache folle. L'ONG Foodwatch note en avril 2019 qu'aucune nouvelle réglementation européenne n'empêche ce type de fraude de se reproduire.

## Chronologie
| Date             | Événement |
| ---------------- | --- |
| 30 novembre 2012 | La Food Safety Authority of Ireland (FSAI) reçoit les résultats d'analyse du laboratoire IdentiGEN sur des échantillons achetés du 7 au 9 novembre 2012 : des salamis (19), des plats préparés à base de bœuf (31) et des hamburgers au bœuf (27). Le test quantitatif révèle que 23 (85 %) des hamburgers de bœuf sont positifs pour l'ADN de viande porcine et 10 (37 %) pour l'ADN de cheval. Les hamburgers proviennent de six fournisseurs irlandais et trois du Royaume-Uni. Les produits contenant de l'ADN équin proviennent de deux points de fabrication en Irlande et d'un troisième au Royaume-Uni. |
| 7 décembre 2012  | Les autorités gouvernementales irlandaises découvrent que les hamburgers, produits par les usines irlandaises Silvercrest Foods et britannique Dalepak d'ABP Food Group, administré par Larry Goodman, contiennent 29 % de viande de cheval. |
| 10 décembre 2012 | La FSAI reçoit les résultats du laboratoire de séquençage d'ADN qui confirme la présence de traces de cheval et de porc. |
| 18 décembre 2012 | La FSAI reçoit la confirmation en laboratoire sur la présence d'ADN de cheval dans un autre lot d'échantillons de hamburgers achetés le 10 décembre à partir des lots de produits identiques ou similaires aux échantillons originaux qui ont été testés positifs. |
| 19 décembre 2012 | La FSAI reçoit le résultat des dix hamburgers échantillonnés du 7 au 9 novembre 2012, testés positifs pour l'ADN de cheval, qui se sont révélés négatifs pour la présence de la phénylbutazone et d'autres substances interdites. |
| 11 janvier 2013  | La FSAI reçoit les résultats semi-quantitatifs du laboratoire allemand d'Eurofins Scientific qui corrobore les premiers résultats du laboratoire IdentiGEN . Les résultats quantitatifs d'IdentiGEN indiquent qu'un test sur dix hamburgers a montré un niveau estimé à 29 % d'ADN équin. Ce produit a été fabriqué par Silvercrest Foods pour le compte de Tesco. |
| 15 janvier 2013  | La FSAI annonce que de la viande de cheval a été découverte dans des hamburgers surgelés au bœuf vendus dans plusieurs supermarchés irlandais et britanniques, y compris Tesco, Asda, Dunnes Stores, Lidl, ALDI et Iceland. La FSAI a effectué ses tests sur une sélection de produits de boucherie et de charcuterie à consommer de préférence entre juin 2012 et mars 2014. Elle informe les cinq détaillants concernés (Tesco, Dunnes Stores, ALDI, Lidl et Iceland) de ses conclusions. Les produits incriminés sont retirés immédiatement.                                                                 |
| 16 janvier 2013  | Tesco perd 360 millions d'euros de valeur sur les marchés. |
| 24 janvier 2013  | La FSAI retient les 24 résultats de tests du laboratoire allemand d'Eurofins Scientific. |
| 29 janvier 2013  | Le FSAI demande au Health & Safety Executive (HSE) de prélever des échantillons de hamburgers d'un ensemble d'établissements de restauration et de vente au détail. Ces échantillons sont analysés par le laboratoire Eurofins en Allemagne, sous la direction du HSE à Cork. Tous ces échantillons sont testés négativement, à l'exception d'un échantillon provenant de Tesco, ce qui confirme les précédents résultats. |
| 30 janvier 2013  | Tesco change de fournisseur. |
| 4 février 2013   | Findus est alerté par un test interne que son produit « lasagnes de bœuf » n'est pas « conforme à la spécification ». |
| 7 février 2013   | Révélation publique que les lasagnes au bœuf, la moussaka et le hachis parmentier de la marque Findus, vendus au Royaume-Uni, en France et en Suède, contiennent de la viande de cheval. Sur 18 produits testés, 11 sont positifs à la viande de cheval. |
| 8 février 2013   | La DGCCRF fait une inspection chez Spanghero et examine les documents de traçabilité des lots concernés sur les quatre derniers mois, qui semblent attester la conformité des procédures. |
| 10 février 2013  | La Fédération du commerce et de la distribution (FCD) annonce que six autres enseignes de grandes distributions (Auchan, Casino, Carrefour, Cora, Monoprix et Picard) décident de retirer de la vente certains produits contenant de la viande de cheval dans des plats au bœuf. |
| 13 février 2013  | Les ministres de l'Union européenne se réunissent en urgence à Bruxelles. |
| 14 février 2013  | Les résultats de l'inspection de la DGCCRF permettent de déterminer la source de la fraude. Le gouvernement français accuse l'entreprise Spanghero, mais celle-ci se défend de toute malversation. Un homme de 63 ans est arrêté dans les abattoirs Peter Boddy, à Todmorden dans le Yorkshire de l'Ouest. Deux hommes, âgés de 64 et 42 ans et travaillant à Meats Ltd Farmbox près de Aberystwyth, au Pays de Galles, sont arrêtés également à la suite de l'enquête de la Food Standards Agency (FSA) le 12 février 2013.                                                                                    |
| 18 février 2013  | Spanghero retrouve une partie de son agrément sanitaire. Nestlé rappelle des raviolis et des tortellini de la marque Buitoni. Lidl retire en Finlande, au Danemark et en Belgique plusieurs produits fabriqués par les sociétés Dreistern et Copack en Allemagne et en Belgique : goulashs, raviolis et pennes bolognese contenant de la viande de cheval. |
| 19 février 2013  | Nestlé rappelle des lasagnes destinées à la restauration en France et au Portugal, et des plats préparés pour bébé contenant des traces d'ADN de cheval. |
| 20 février 2013  | L'Autorité de sécurité alimentaire et de contrôle vétérinaire et phytosanitaire de la Slovénie confirme la présence de viande de cheval dans des lasagnes produites par la société luxembourgeoise Trada et distribuées par la chaîne de supermarchés autrichienne Interspan. |
| 21 février 2013  | Thiriet, grossiste en produits surgelés, annonce arrêter de travailler avec Comigel, le fabricant de lasagnes. |
| 22 février 2013  | Deux pour cent de viande de cheval sont détectés dans le chili con carne vendu par Iglo en Belgique. Retrait de trois plats préparés de la marque au Royaume-Uni. Saisie de deux lots de viande chez Spanghero, qui renonce à l'activité de négoce de viande. |
| 25 février 2013  | Ikea retire des boulettes de viande dans 25 pays, majoritairement en Europe. |
| 1er mars 2013    | Au total, 99 % des 1 797 tests d'ADN de cheval sur la viande vendue au Royaume-Uni sont négatifs |
| 4 mars 2013      | Pas moins de 79 tonnes de hamburgers, lasagnes, cannellonis et boulettes de viande de la marque distributeur Auchan vendus au Portugal et contenant moins d'1 % de cheval sont retirés de la vente. |
| 10 avril 2013    | L'autorité sanitaire des Pays-Bas envoie un message d'alerte sur 50 000 tonnes de viande de bœuf susceptibles d'avoir été mélangées avec de la viande de cheval par les entreprises Wiljo BV et Wholesale Meat Willy Selten B.V. |
| 16 avril 2013    | Résultats des tests ADN européens sur les plats préparés à base de viande : 5 % des produits testés contiennent du cheval, un quart d'entre eux provient de France |
| 18 avril 2013    | Le grossiste Willy Selten est mis en examen aux Pays-Bas pour avoir volontairement mélangé de la viande de bœuf et de la viande de cheval. Il doit cesser son activité. |
| 22 mai 2013      | Willy Selten reconnaît les faits qui lui sont reprochés. |
| 21 avril 2014    | Début de la seconde vague de tests ADN sur les plats préparés. |
| 14 novembre 2014 | Mise en examen de quatre personnes impliquées dans l'affaire Spanghero (deux intermédiaires néerlandais et deux cadres de Spanghero). Fin de l'enquête. |
| 7 avril 2015     | Willy Selten est condamné à deux ans et demi de prison par le tribunal de Bois-le-Duc. |
| 12 février 2019  | Quatre ans de prison ferme et un mandat d'arrêt sont requis contre Jan Fasen. |
| 16 avril 2019    | Jan Fasen est condamné à 2 ans de prison, Jacques Poujol est condamné à 2 ans de prison dont 18 mois avec sursis, 100 000 euros d'amende, et deux ans d'interdiction d'exercer dans la viande. Patrice Monguillon et Hendricus Wimdmeijer sont condamnés à un an de prison avec sursis. |
| 23 juillet 2019  | Jan Fasen est arrêté à la demande de la France, à Calp. |

### Citations originales
1. ↑  John Warner who sits on the AC Clinical Panel is Professor of Paediatrics and head of department at Imperial College. He reviewed the evidence and made comment for us when asked if it could be possible for individuals allergic to horses to have a reaction if accidentally consuming horse meat. He said; « Yes, it is very possible that horse hair allergy could also lead to cross reactivity to horse meat. It is not invariable but certainly possible ».
2. ↑  very little risk to human health.
3. ↑  In Ireland, it is not our culture to eat horse meat and therefore, we do not expect to find it in a burger.